# 東京都立葛西南高等学校
東京都立葛西南高等学校（とうきょうとりつ かさいみなみこうとうがっこう）は、東京都江戸川区南葛西一丁目に所在する都立高等学校。

## 概要
1973年新設校として地下鉄東西線開通後人口急増が著しかった葛西地区に開校。開校後暫くは江戸川高校・小岩高校に次ぐ中堅校であった。

## 沿革

### 全日制
- 1972年
  - 10月26日 - 東京都立学校設置条例改正に伴い東京都立葛西南高等学校として設置。
  - 11月21日 - 校長任命、開設事務所を深川商業高校内に設置。
- 1973年
  - 2月27日 - 入学選抜学力検査を男子は江戸川高校・女子は小岩高校で実施（学校群制度は適用されず単独選抜）。
  - 4月10日 - 第1回入学式挙行（於墨田区両国公会堂）。深川商業高校内仮校舎で授業開始。
  - 6月22日 - PTA設立。
  - 11月2日 - 生徒会設立。
- 1974年
  - 2月27日 - 第2回入学選抜学力検査を小松川高校で実施。
  - 3月29日 - 校舎落成。
  - 4月10日 - 第2回入学式挙行（於本校体育館）。
  - 9月29日 - 校舎落成記念式典挙行。
- 1975年9月30日 - 開校記念日に制定。
- 1976年3月10日 - 第1回卒業式挙行。
- 1982年
  - 2月 - グループ合同選抜制度導入。
  - 11月26日 - 開校10周年記念式典挙行（於国立教育会館虎ノ門ホール）。
- 1990年4月1日 - 第1学年が9学級編成となる。
- 1991年4月1日 - 第1学年が8学級編成となる。正門周辺緑化工事完工。
- 1992年4月1日 - 第20回生より制服改定。
- 1993年2月 - 開校20年小史「葛のはなぶさ」刊行。
- 1994年
  - 2月 - 単独選抜制度導入。
  - 4月1日 - 第1学年が7学級編成となる。
- 1995年2月 - 推薦選抜制度導入（当初全体比15％、翌年より20％）。
- 1996年
  - 3月31日 - 校舎等大規模改修工事完工。
  - 4月1日 - 第1学年が6学級編成となる。
- 2002年11月30日 - 開校30周年記念式典挙行。
- 2004年2月 - 推薦選抜制度全体比25％へ改定、文化・スポーツ等特別推薦制度導入。
- 2006年6月6日 - 校舎耐震工事完工。

### 定時制
- 1912年7月31日 - 各尋常小学校内に瑞穂実業補習学校・一之江実業補習学校を設置。
- 1913年
  - 4月1日 - 瑞江第一実業補習学校・瑞江第二実業補習学校と改称。
  - 10月10日 - 実業補習学校令改正により2校を東郷、瑞江農業補習学校と改称。
- 1932年10月1日 - 東京市との合併により東京市江戸川瑞江農業補習学校と改称。
- 1934年4月22日 - 東京市江戸川区瑞江実業補習学校と改称。
- 1935年10月1日 - 青年学校令により東京市江戸川区瑞江青年学校と改称。
- 1943年7月1日 - 都制施行により東京都江戸川区瑞江青年学校と改称。
- 1944年3月10日 - 昭和18年度青年学校教練査閲成績優秀の為日比谷公園にて表彰される。
- 1946年
  - 5月20日 - 公立青年学校東京都瑞江実業専修学校と改称。
  - 6月30日 - 独立校舎1棟2教室落成式挙行。
- 1947年8月1日 - 公立青年学校東京都立瑞江高等学校と改称。
- 1948年4月1日 - 学制改革により東京都立第七女子新制高等学校瑞江分校（定時制）と改称。
- 1950年1月26日 - 東京都立小松川高等学校瑞江分校と改称。
- 1954年12月18日 - 独立校舎2棟を江戸川区立瑞江小学校内に移転。
- 1957年12月1日 - 新制高校創立10周年記念祝賀会挙行。
- 1961年11月19日 - 創立50周年記念祝賀会挙行。
- 1970年
  - 1月8日 - 東京都立葛西工業高等学校内に移転。
  - 10月1日 - 給食設備設置、完全給食開始。
- 1973年
  - 3月10日 - 「みずえ」第22号・創立60周年記念号発行。
  - 4月1日 - 東京都立葛西南高等学校定時制となる。
- 1974年9月30日 - 開校記念日に制定。
- 1977年7月14日 - 葛西工業高校より現在地に移転。
- 2002年11月30日 - 開校30周年記念式典挙行。
- 2004年4月1日 - 3年修了制導入。

## 部活動

### 運動部
- 野球部
- バスケットボール部
- 剣道部
- 柔道部
- テニス部
- サッカー部
- バレーボール部
- 陸上競技部
- 水泳部
- 卓球部
- バドミントン部
- ハンドボール部（過去に関東大会出場）

### 文化部
- 吹奏楽部
- 美術部
- 茶華道部
- 演劇部
- 写真部
- 囲碁部
- 軽音楽部
- クッキング部
- メディア部
- 生物同好会

## 交通
出典 : 
- 電車
  - 東京メトロ東西線葛西駅 徒歩15分
  - JR京葉線葛西臨海公園駅 徒歩20分
- バス

| 乗車駅         | 系統     | 下車停留所                  | 運行事業者 |
| -------------- | -------- | --------------------------- | ---------- |
| 西葛西駅       | 西葛20   | 「葛西南高校前」、徒歩2分   | ■都営      |
| 亀戸駅         | 亀29     | 「葛西南高校前」、徒歩2分   | ■都営      |
| 船堀駅         | 葛西24   | 「葛西南高校入口」、徒歩2分 | ■都営      |
| 葛西臨海公園駅 | 臨海28-1 | 「葛西南高校入口」、徒歩2分 | ■都営      |
| 一之江駅       | 臨海28-2 | 「葛西南高校入口」、徒歩2分 | ■都営      |

## 著名な出身者
- 高橋宏貴（ドラマー）ELLEGARDEN
- 安田和博（お笑い芸人、「デンジャラス」メンバー）
- 木村理恵（女優）（一期生）
- 沓掛勇太（サッカー選手）
- 髙橋美穂（テコンドー選手、全日本テコンドー協会理事）